# Бруно Стоїч
Бруно Стоїч (хорв. Bruno Stojić; нар. 8 квітня 1955) — боснійсько-хорватський політик, засуджений Міжнародним трибуналом щодо колишньої Югославії. Судовий процес разом із п'ятьма обвинуваченими боснійсько-хорватськими політиками, що діяли в хорватській Республіці Герцег-Босна, закінчився тим, що його визнали винним та засудили до 20 років ув'язнення.